# Зејн Филипс
Зејн Филипс (енгл. Zane Phillips; Денвер, 25. новембар 1993) амерички је глумац.

## Биографија
Рођен је 25. новембра 1993. године у Денверу. Током средње школе преселио се у Фредериксбург, где је глумио у позоришту. Године 2015. уписао је Универзитет Илон. Живи у Њујорку. Раније је изашао из ормара и изјавио да је геј, а тренутно је у вези са Фројом Гутијерезом.

## Филмографија
| Улоге Зејна Филипса |                           |               |            |          |
| Година              | Српски назив              | Изворни назив | Улога      | Напомена |
| 2021—2022.          | Потомци                   |               | Бен        |          |
| 2022.               | Фајер Ајланд              |               | Декс       |          |
| 2022.               | На путу према партнерству |               | Хантер Рид |          |
| 2023.               | Гламур                    |               | Чед Адисон |          |